# Osipówka
Osipówka (biał. Асіпоўка) – rzeka na Białorusi, lewostronny dopływ Muchawca.
Długość rzeki wynosi 38 km, powierzchnia zlewni 534 km², średnie nachylenie powierzchni wody 0,4%, średni przepływ przy ujściu 1,5 m³/s. Źródło pobiera wodę z kanałów melioracyjnych prowadzących do zbiornika Łukowskiego, ujście do Muchawca na Polesiu Brzeskim. Obecnie skanalizowana na całej długości.